# Нижние Торгаи

Остановка на автодороге М-14

Нижние Торгаи (укр. Нижні Торгаї) — село в Нижнесерогозской поселковой общине Генического района Херсонской области Украины. Расположено возле Балки Большие Серогозы и Балки Торгаи. Прилегает к дороге государственного значения М-14 (Одесса-Мелитополь-Новоазовск), Рокадою за селом по юго-востоку идет дорога О — 221301 (Нижние Серогозы-Нижние Торгаи).
Население по переписи 2001 года составляло 1312 человек. Почтовый индекс — 74741. Телефонный код — 5540. Код КОАТУУ — 6523883001.

## Местный совет
74741, Херсонская обл., Нижнесерогозский р-н, с. Нижние Торгаи, ул. 60-летия Октября